# ملپرس
ملپرس (به آلمانی: Melpers) یک شهر در آلمان است که در اشمالکالدن-ماینینگن واقع شده‌است. ملپرس ۱۰۲ نفر جمعیت دارد.